# Namounou
Namounou là một tổng thuộc  Tapoa (tỉnh) ở phía đông Burkina Faso. Thủ phủ là thị xã Namounou. Dân số năm 2006 là 15.077 người.

## Các thị xã và làng xã
Diamoanyouli, Goangoana, Kogodi, Palboa, Tantankilé, Tikonti và Timambari.